# Wybory lokalne w Belize w 2009 roku
Wybory lokalne w Belize w 2009 roku zostały przeprowadzone 4 marca w celu wyłonienia członków organów samorządu terytorialnego. Przeprowadzeniem wyborów zajmował się Departament Wyborów i Granic, będący organem podrzędnym wobec Komisji Wyborów i Granic. We wszystkich okręgach zwycięstwo uzyskała Zjednoczona Partia Demokratyczna. Zjednoczona Partia Ludowa, która zajęła drugie miejsce, wprowadziła do lokalnych organów władzy wyłącznie trzech przedstawicieli - wszystkich w mieście Orange Walk.

## Wyniki wyborów

### Belize City
Do udziału w wyborach w Belize City uprawnionych było 38 419 osób. Głosy oddało 16 114 obywateli, co dało frekwencję na poziomie 41,94%. O elekcję ubiegało się 22 kandydatów.
| Wybory w Belize City             | Wybory w Belize City | Wybory w Belize City | Wybory w Belize City                   | Wybory w Belize City |
| Kandydat                         | Głosy                | Procent              | Uwagi                                  |                      |
| -------------------------------- | -------------------- | -------------------- | -------------------------------------- | -------------------- |
| Zjednoczona Partia Demokratyczna |                      |                      |                                        |                      |
| Zenida Victoria Moya             | 8 871                | 23,09%               | Wybrana kandydatka na urząd burmistrza |                      |
| Eric Chang                       | 9 577                | 24,93%               | Wybrany                                |                      |
| Roger Espejo                     | 9 519                | 24,78%               | Wybrany                                |                      |
| Laura Esquivel                   | 9 498                | 24,72%               | Wybrana                                |                      |
| Andrew Emmanuel Faber            | 9 240                | 24,05%               | Wybrany                                |                      |
| Dion Leslie                      | 9 388                | 24,44%               | Wybrany                                |                      |
| Leila Peyrefitte                 | 9 282                | 24,16%               | Wybrana                                |                      |
| Dean Trevor Collins Samuels      | 9 190                | 23,92%               | Wybrany                                |                      |
| Kevin Singh                      | 9 256                | 24,09%               | Wybrany                                |                      |
| Wayne Owen Maurice Usher         | 9 267                | 24,12%               | Wybrany                                |                      |
| Philip Willoughby                | 9 392                | 24,45%               | Wybrany                                |                      |
| Zjednoczona Partia Ludowa        |                      |                      |                                        |                      |
| Dr Cecil "Chubby" Reneau         | 6 354                | 16,54%               | kandydat na urząd burmistrza           |                      |
| Keith Acosta                     | 6 309                | 16,42%               |                                        |                      |
| Robert Jr. "Bobby" Cadle         | 6 206                | 16,15%               |                                        |                      |
| Adrian Danny Madrid              | 6 273                | 16,33%               |                                        |                      |
| Jose Robert Ortiz                | 5 946                | 15,48%               |                                        |                      |
| Marvin "Marvelous" Ottley        | 6 036                | 15,71%               |                                        |                      |
| Marie Todd Dana                  | 5 946                | 15,48%               |                                        |                      |
| Ernesto Eustaquio Torres         | 6 017                | 15,66%               |                                        |                      |
| Dorla Marie Vaughn               | 6 061                | 15,78%               |                                        |                      |
| Alberto Antonio Vellos           | 5 929                | 15,43%               |                                        |                      |
| Jacqueline Welch                 | 6 011                | 15,65%               |                                        |                      |

### Belmopan
Do udziału w wyborach w Belmopan uprawnionych było 6 586 osób. Głosy oddało 3 378 obywateli, co dało frekwencję na poziomie 51,29%. O elekcję ubiegało się 21 kandydatów.
| Wybory w Belmopan                | Wybory w Belmopan | Wybory w Belmopan | Wybory w Belmopan                    |
| Kandydat                         | Głosy             | Procent           | Uwagi                                |
| -------------------------------- | ----------------- | ----------------- | ------------------------------------ |
| Zjednoczona Partia Demokratyczna |                   |                   |                                      |
| Simeon Lopez                     | 1 980             | 30,06%            | Wybrany kandydat na urząd burmistrza |
| Tita Balona                      | 1 642             | 24,93%            | Wybrana                              |
| Shanna Banner                    | 1 823             | 27,68%            | Wybrana                              |
| Pedro "Pete" Carrillo            | 1 801             | 27,35%            | Wybrany                              |
| Olga Jean Myers                  | 1 819             | 27,62%            | Wybrana                              |
| Victor Santiago Perdomo          | 1 884             | 28,61%            | Wybrany                              |
| Amilcar Alfredo Umana            | 1 855             | 28,17%            | Wybrany                              |
| Zjednoczona Partia Ludowa        |                   |                   |                                      |
| Rosalie Anita Casey              | 753               | 11,43%            | kandydatka na urząd burmistrza       |
| Alejandro Borboro Avila          | 741               | 11,25%            |                                      |
| Iris Elizabeth Cuello            | 699               | 10,61%            |                                      |
| William Exekiel Grant            | 727               | 11,04%            |                                      |
| Mervin Morgan Humphreys          | 740               | 11,24%            |                                      |
| Jose Lucas Ico                   | 771               | 11,71%            |                                      |
| Santos Francisco Orallano        | 656               | 9,96%             |                                      |
| Wizja Natchniona przez Ludzi     |                   |                   |                                      |
| Hubert Dennis Enriquez           | 620               | 9,41%             | kandydat na urząd burmistrza         |
| Elvira Brown                     | 692               | 10,51%            |                                      |
| Kamil Espat                      | 742               | 11,27%            |                                      |
| Robert Antonio "Bobby" Lopez     | 836               | 12,69%            |                                      |
| Paul Marcel Morgan               | 1 011             | 15,35%            |                                      |
| Berta Natalia Seravia            | 562               | 8,53%             |                                      |
| Lloyd Sylvester Tingling         | 647               | 9,82%             |                                      |

### San Pedro
Do udziału w wyborach w San Pedro uprawnionych było 5 010 osób. Głosy oddało 3 059 obywateli, co dało frekwencję na poziomie 61,06%. O elekcję ubiegało się 14 kandydatów.
| Wybory w San Pedro               | Wybory w San Pedro | Wybory w San Pedro | Wybory w San Pedro                     |
| Kandydat                         | Głosy              | Procent            | Uwagi                                  |
| -------------------------------- | ------------------ | ------------------ | -------------------------------------- |
| Zjednoczona Partia Demokratyczna |                    |                    |                                        |
| Elsa Paz                         | 1 921              | 38,34%             | Wybrana kandydatka na urząd burmistrza |
| Juan Jose Alamilla               | 1 861              | 37,15%             | Wybrany                                |
| Joseph Elijio                    | 1 930              | 38,52%             | Wybrany                                |
| Nesto "Romel" Gomez              | 1 841              | 36,75%             | Wybrany                                |
| Justiniano "Nano" Guerrero       | 1 867              | 37,27%             | Wybrany                                |
| Jr. Severo Guerrero              | 1 910              | 38,12%             | Wybrany                                |
| Pablo Ico                        | 1 877              | 37,47%             | Wybrany                                |
| Zjednoczona Partia Ludowa        |                    |                    |                                        |
| Baldemar "Don Balde" Graniel     | 957                | 19,10%             | kandydatka na urząd burmistrza         |
| Ana Cal-Najarro                  | 939                | 18,74%             |                                        |
| Marina Kay Graniel               | 1 084              | 21,64%             |                                        |
| Andre Perez                      | 1 061              | 21,18%             |                                        |
| Vaian "Vainie" Perez             | 1 021              | 20,38%             |                                        |
| Ian Pou                          | 978                | 19,52%             |                                        |
| Deborah "Debbie" Spain Graniel   | 961                | 9,18%              |                                        |

### Corozal
Do udziału w wyborach w Corozal uprawnionych było 6 730 osób. Głosy oddało 4 266 obywateli, co dało frekwencję na poziomie 63,39%. O elekcję ubiegało się 15 kandydatów.
| Wybory w Corozal                 | Wybory w Corozal | Wybory w Corozal | Wybory w Corozal                     |
| Kandydat                         | Głosy            | Procent          | Uwagi                                |
| -------------------------------- | ---------------- | ---------------- | ------------------------------------ |
| Zjednoczona Partia Demokratyczna |                  |                  |                                      |
| Hilberto Enrique Campos          | 2 165            | 32,17%           | Wybrany kandydat na urząd burmistrza |
| Aaron Ubaldo Babb                | 2 373            | 35,26%           | Wybrany                              |
| Jude Stanley Budna               | 2 367            | 35,17%           | Wybrana                              |
| Willie Joselle Cruz              | 2 362            | 35,10%           | Wybrana                              |
| Kenisha Yvonne Esquivel          | 2 293            | 34,07%           | Wybrana                              |
| Abigail Karina Gomez             | 2 310            | 34,32%           | Wybrana                              |
| Nonita Encarnacion Ramirez       | 2 306            | 34,26%           | Wybrana                              |
| Zjednoczona Partia Ludowa        |                  |                  |                                      |
| Ivan J. Castillo                 | 1 739            | 25,84%           | kandydat na urząd burmistrza         |
| Rosa Casanova                    | 1 716            | 25,50%           |                                      |
| Miriam Gilharry-Gomez            | 1 725            | 25,63%           |                                      |
| Raul Altamira Mai                | 1 759            | 26,14%           |                                      |
| Miguel Ricalde                   | 1 799            | 26,73%           |                                      |
| Tulio Rodriguez                  | 1 720            | 25,56%           |                                      |
| Arcenio Vasquez                  | 1 716            | 25,50%           |                                      |
| Kandydat niezależny              |                  |                  |                                      |
| Edward "Head" Henderson          | 112              | 1,66%            | kandydat na urząd burmistrza         |

### Orange Walk
Do udziału w wyborach w Orange Walk uprawnionych było 9 938 osób. Głosy oddało 6 625 obywateli, co dało frekwencję na poziomie 66,66%. O elekcję ubiegało się 14 kandydatów.
| Wybory w Orange Walk             | Wybory w Orange Walk | Wybory w Orange Walk | Wybory w Orange Walk                 |
| Kandydat                         | Głosy                | Procent              | Uwagi                                |
| -------------------------------- | -------------------- | -------------------- | ------------------------------------ |
| Zjednoczona Partia Demokratyczna |                      |                      |                                      |
| Phillip Marvin de la Fuente      | 3 538                | 35,60%               | Wybrany kandydat na urząd burmistrza |
| Raul "Splash" Alcoser            | 3 452                | 34,74%               |                                      |
| David Israel Constanza           | 3 551                | 35,73%               | Wybrany                              |
| Eduardo Eustacio Leiva           | 3 435                | 34,56%               |                                      |
| Joel Enrique Madera              | 3 494                | 35,16%               | Wybrany                              |
| Xenia Enid Morales               | 3 553                | 35,75%               | Wybrany                              |
| Carlos Andres Perera             | 3 355                | 33,76%               |                                      |
| Zjednoczona Partia Ludowa        |                      |                      |                                      |
| Ramon "Monchi" Cervantes         | 3 392                | 34,13%               | kandydat na urząd burmistrza         |
| Rozel Arana-Flores               | 3 545                | 35,67%               | Wybrana                              |
| Rafael "Rafi" Avila              | 3 463                | 34,85%               |                                      |
| Kevin E. Bernard                 | 3 499                | 35,21%               | Wybrany                              |
| Josue Carballo                   | 3 531                | 35,53%               | Wybrany                              |
| Alexandro "Alex" Lopez           | 3 415                | 34,36%               |                                      |
| Faride Riverol                   | 3 434                | 34,55%               |                                      |

### San Ignacio
Do udziału w wyborach w San Ignacio uprawnionych było 10 109 osób. Głosy oddało 5 481 obywateli, co dało frekwencję na poziomie 54,22%. O elekcję ubiegało się 16 kandydatów.
| Wybory w San Ignacio                 | Wybory w San Ignacio | Wybory w San Ignacio | Wybory w San Ignacio                 |
| Kandydat                             | Głosy                | Procent              | Uwagi                                |
| ------------------------------------ | -------------------- | -------------------- | ------------------------------------ |
| Zjednoczona Partia Demokratyczna     |                      |                      |                                      |
| John Francis August                  | 2 706                | 26,77%               | Wybrany kandydat na urząd burmistrza |
| Eduardo Cano                         | 3 426                | 33,89%               | Wybrany                              |
| Orlando Moses Chuc                   | 3 540                | 35,02%               | Wybrany                              |
| Bernadette Fernandez                 | 3 705                | 36,65%               | Wybrana                              |
| Desol D. Neal                        | 3 502                | 34,64%               | Wybrany                              |
| Jeaneane Neal Vanessa                | 3 595                | 35,56%               | Wybrana                              |
| A. Earl Trapp                        | 3 664                | 36,24%               | Wybrany                              |
| Zjednoczona Partia Ludowa            |                      |                      |                                      |
| Jose Hermilio "Mendee" Mendoza       | 1 061                | 10,50%               | kandydat na urząd burmistrza         |
| Nasim Elias Lisbey                   | 1 448                | 14,32%               |                                      |
| Gabriel Jorge "Benjy,Gabo" Maldonado | 1 378                | 13,63%               |                                      |
| Sr. Jose Vicente "Joe Marr" Marr     | 1 471                | 14,55%               |                                      |
| Marleni Celene "Guerra" Torres       | 1 347                | 13,32%               |                                      |
| Yolla Asme "Yolla Flores" Vasquez    | 1 339                | 13,25%               |                                      |
| Luis Amett "Cal" Zaiden              | 1 367                | 13,52%               |                                      |
| Kandydaci niezależni                 |                      |                      |                                      |
| Luis Ayala                           | 137                  | 1,36%                | kandydat na urząd burmistrza         |
| Alfonso "Poncho" Cruz                | 1 312                | 12,98%               | kandydat na urząd burmistrza         |

### Benque Viejo
Do udziału w wyborach w Benque Viejo uprawnionych było 3 855 osób. Głosy oddało 2 556 obywateli, co dało frekwencję na poziomie 66,30%. O elekcję ubiegało się 21 kandydatów.
| Wybory w Benque Viejo            | Wybory w Benque Viejo | Wybory w Benque Viejo | Wybory w Benque Viejo                |
| Kandydat                         | Głosy                 | Procent               | Uwagi                                |
| -------------------------------- | --------------------- | --------------------- | ------------------------------------ |
| Zjednoczona Partia Demokratyczna |                       |                       |                                      |
| Nicholasito Russel "Nick" Ruiz   | 1 813                 | 47,03%                | Wybrany kandydat na urząd burmistrza |
| Ana Melita Castellanos           | 1 687                 | 43,76%                | Wybrana                              |
| Constance Frances "Concie" Hyde  | 1 684                 | 43,68%                | Wybrana                              |
| Salvador "Jorge" Iglesias        | 1 838                 | 47,68%                | Wybrany                              |
| Marcos Moises "Checha" Kotch     | 1 747                 | 45,32%                | Wybrany                              |
| Eric Raul Manzanero              | 1 726                 | 44,77%                | Wybrany                              |
| Miguel Angel "Mike" Velasquez    | 1 784                 | 46,28%                | Wybrany                              |
| Zjednoczona Partia Ludowa        |                       |                       |                                      |
| Shelly Hernandez-Pacheco         | 539                   | 13,98%                | kandydatka na urząd burmistrza       |
| Irma Araceli Garcia              | 540                   | 14,01%                |                                      |
| Keny Giovani Luna                | 568                   | 14,73%                |                                      |
| Francisco Manuel "Moya" Portillo | 585                   | 15,18%                |                                      |
| Luis Enrique "Kike" Quiroz       | 578                   | 14,99%                |                                      |
| Jose Louis "Wicho" Rodriguez     | 547                   | 14,19%                |                                      |
| Daisy Yacab-Magana               | 558                   | 14,47%                |                                      |
| Stowarzyszenie Benque            |                       |                       |                                      |
| Humberto Moh                     | 56                    | 1,45%                 | kandydat na urząd burmistrza         |
| Asmin Betancourt                 | 66                    | 1,71%                 |                                      |
| Eric Walter Billalta             | 50                    | 1,30%                 |                                      |
| Elmer Galvez                     | 48                    | 1,25%                 |                                      |
| Carlos Manuel Gomez              | 57                    | 1,48%                 |                                      |
| Jose Eduardo Gongora             | 53                    | 1,37%                 |                                      |
| Martin Ricardo Mendez            | 45                    | 1,17%                 |                                      |

### Dangriga
Do udziału w wyborach w Dangriga uprawnionych było 4 925 osób. Głosy oddało 2 523 obywateli, co dało frekwencję na poziomie 51,23%. O elekcję ubiegało się 16 kandydatów.
| Wybory w Dangriga                | Wybory w Dangriga | Wybory w Dangriga | Wybory w Dangriga                    |
| Kandydat                         | Głosy             | Procent           | Uwagi                                |
| -------------------------------- | ----------------- | ----------------- | ------------------------------------ |
| Zjednoczona Partia Demokratyczna |                   |                   |                                      |
| Aaron "Jake" Gongora             | 1 334             | 27,09%            | Wybrany kandydat na urząd burmistrza |
| Peter Ciego                      | 1 460             | 29,64%            | Wybrany                              |
| Grace Cleoline Fairweather       | 1 403             | 28,49%            | Wybrana                              |
| Alexander Raymond Joseph         | 1428              | 28,99%            | Wybrany                              |
| Charles "Mr Marr" Mariano        | 1 532             | 31,11%            | Wybrany                              |
| Harry Henry Sabal                | 1 318             | 26,76%            | Wybrany                              |
| Elvis Usher                      | 1 383             | 28,08%            | Wybrany                              |
| Zjednoczona Partia Ludowa        |                   |                   |                                      |
| Simeon Teddy Noralez             | 896               | 18,19%            | kandydat na urząd burmistrza         |
| Bruce Alexander Chaplin          | 980               | 19,90%            |                                      |
| Marth Marie Flores-Robison       | 966               | 19,61%            |                                      |
| Myric Anthony Flores             | 968               | 19,65%            |                                      |
| Orlando John Lucas               | 1 010             | 20,51%            |                                      |
| Adonis Martinez                  | 959               | 19,47%            |                                      |
| Jose Benigno Villafranco         | 927               | 18,82%            |                                      |
| Kandydaci niezależni             |                   |                   |                                      |
| Christopher John "Master" Lewis  | 30                | 0,61%             | kandydat na burmistrza               |
| Francis Xavier Marin             | 168               | 3,41%             |                                      |

### Punta Gorda
Do udziału w wyborach w Punta Gorda uprawnionych było 3 055 osób. Głosy oddało 1 785 obywateli, co dało frekwencję na poziomie 58,43%. O elekcję ubiegało się 25 kandydatów.
| Wybory w Punta Gorda             | Wybory w Punta Gorda | Wybory w Punta Gorda | Wybory w Punta Gorda                 |
| Kandydat                         | Głosy                | Procent              | Uwagi                                |
| -------------------------------- | -------------------- | -------------------- | ------------------------------------ |
| Zjednoczona Partia Demokratyczna |                      |                      |                                      |
| Floyd Lino                       | 917                  | 30,02%               | Wybrany kandydat na urząd burmistrza |
| Fern Gutierrez                   | 1 003                | 32,83%               | Wybrany                              |
| Anthony "Bones" Lambey           | 909                  | 29,75%               | Wybrany                              |
| Orlando Muschamp                 | 765                  | 25,01%               | Wybrany                              |
| Albert "Ali" Ramclam             | 880                  | 28,81%               | Wybrany                              |
| Leroy Ned Supal                  | 933                  | 30,54%               | Wybrany                              |
| Sylvestre Teul                   | 759                  | 24,84%               | Wybrany                              |
| Zjednoczona Partia Ludowa        |                      |                      |                                      |
| Carlos "Obeah" Galvez            | 651                  | 21,31%               | kandydat na urząd burmistrza         |
| Luis "Tito" Alvarez              | 631                  | 20,65%               |                                      |
| Hilton "G Pooh" Garbutt          | 741                  | 24,26%               |                                      |
| Raimundo "Papito" Norzalez       | 649                  | 21,24%               |                                      |
| Sheldon "She-D" Ramirez          | 743                  | 24,32%               |                                      |
| Jose "Tio" Teul                  | 555                  | 18,17%               |                                      |
| Jacqueline "Dana" Young          | 532                  | 17,41%               |                                      |
| Ludowa Partia Narodowa           |                      |                      |                                      |
| Linston "Blues" McKenzie         | 123                  | 4,12%                | kandydat na urząd burmistrza         |
| Emiliano Choc                    | 149                  | 4,88%                |                                      |
| Anthony "Hammer" Gabriel         | 194                  | 6,35%                |                                      |
| Edsel Lopez                      | 112                  | 3,67%                |                                      |
| Royston "Big Mac" McKenzie       | 128                  | 4,19%                |                                      |
| Bejerano Hector Ortega           | 119                  | 3,90%                |                                      |
| Maria Petillo                    | 103                  | 3,37%                |                                      |
| Związek Mieszkańców Punta Gorda  |                      |                      |                                      |
| Herman Marion Lewis              | 30                   | 0,98%                | kandydat na urząd burmistrza         |
| Adrian Lewis                     | 38                   | 1,24%                |                                      |
| Joseph Lewis                     | 23                   | 0,75%                |                                      |
| Kandydaci niezależni             |                      |                      |                                      |
| Hervan Marion Morgan             | 222                  | 7,27%                | kandydat na burmistrza               |